# Leptotarsus paraguayanus
Leptotarsus paraguayanus är en tvåvingeart som först beskrevs av Riedel 1921.  Leptotarsus paraguayanus ingår i släktet Leptotarsus och familjen storharkrankar.
Artens utbredningsområde är Paraguay. Inga underarter finns listade i Catalogue of Life.